# Triệu Hiểu Triết
Triệu Hiểu Triết (tiếng Trung giản thể: 赵晓哲, bính âm Hán ngữ: Zhào Xiǎozhé, sinh ngày 7 tháng 7 năm 1963, người Hán) là nhà khoa học, tướng lĩnh Quân Giải phóng Nhân dân Trung Quốc. Ông là Trung tướng kỹ thuật chuyên nghiệp Quân Giải phóng, Ủy viên Ủy ban Trung ương Đảng Cộng sản Trung Quốc khóa XX, hiện là Chủ nhiệm Ủy ban Khoa học Kỹ thuật Quân ủy Trung ương, Sảnh trưởng Sảnh nghiên cứu Phần mềm tác chiến và Mô phỏng.
Triệu Hiểu Triết là đảng viên Đảng Cộng sản Trung Quốc, học hàm, học vị Giáo sư, Tiến sĩ, Tiến sĩ sinh đạo sư chuyên ngành Kỹ thuật, chức danh Viện sĩ Viện Kỹ thuật Trung Quốc. Ông có sự nghiệp tập trung vào việc nghiên cứu, quản lý kỹ thuật quân sự, điều khiển và chỉ huy tác chiến quân sự Trung Quốc.

## Xuất thân và giáo dục
Triệu Hiểu Triết sinh ngày 7 tháng 7 năm 1963 tại thành phố Đại Liên, tỉnh Liêu Ninh, Cộng hòa Nhân dân Trung Hoa. Ông lớn lên và tốt nghiệp cao trung ở Đại Liên, đến tháng 9 năm 1980 thì thi cao khảo và đỗ Đại học Công nghệ Đại Liên, theo học hệ kỹ thuật và khoa học máy tính, tốt nghiệp vào tháng 7 năm 1984. Sau đó, ông tiếp tục thi đỗ cao học ở trường Đại Liên, rồi được kết nạp Đảng Cộng sản Trung Quốc vào tháng 11 năm 1985, nhận bằng Thạc sĩ Kỹ thuật hệ thống vào tháng 7 năm 1987. Ông là nghiên cứu sinh sau đại học và trở thành Tiến sĩ Kỹ thuật hệ thống vào tháng 7 năm 1992.

## Sự nghiệp

### Khoa học kỹ thuật
Trong sự nghiệp khoa học kỹ thuật, Triệu Hiểu Triết tham gia nghiên cứu kỹ thuật, quản lý kỹ thuật và giảng dạy trong lĩnh vực kỹ thuật hệ thống thông tin điều khiển và chỉ huy quân sự. Ông đã chủ trì nhiều chủ đề nghiên cứu lớn trong lĩnh vực kỹ thuật hệ thống thông tin quân sự, trong đó có các phương pháp quản lý và kiểm soát chiến trường trong việc điều kiện tin tức hóa, phương pháp chỉ huy và điều khiển tác chiến tàu chiến theo định hướng khả năng tác chiến của hệ thống và mô hình phát triển phần mềm quân sự. Ông cũng tập trung vào việc thiết lập một hệ thống quản lý kỹ thuật cho nghiên cứu độc lập và phát triển các hệ thống phần mềm chiến đấu của quân đội, đảm bảo việc thực hiện các dự án nghiên cứu, phát triển chất lượng cao và hiệu quả; thành lập hệ thống chỉ huy mới cho tàu chiến mặt nước (surface combatant), chủ trì phát triển hệ thống phần mềm tác chiến tàu tuần tự và phân cấp; xây dựng hệ thống ra quyết định và chỉ huy phụ trợ ba cấp cho hoạt động hàng hải.

### Quân sự
Tháng 12 năm 1992, sau hơn 10 năm học ở Đại học Công nghệ Đại Liên, Triệu Hiểu Triết nhập ngũ Quân Giải phóng Nhân dân Trung Quốc hệ kỹ thuật chuyên nghiệp của khoa học kỹ thuật quân sự, được phân về Học viện Hải quân Đại Liên làm giảng viên. Trong giai đoạn 1992–2005, ông giảng dạy ở trường, lần lượt là trợ lý giáo sư, phó giáo sư rồi giáo sư, tiến sĩ sinh đạo sư về chức danh giáo dục, cũng đảm nhiệm các chức vụ quản lý giáo dục như Phó Chủ nhiệm, Chủ nhiệm Trung tâm nghiên cứu của trường, Bộ trưởng Bộ Nghiên cứu khoa học, Bộ trưởng Bộ Huấn luyện của học viện. Ông cũng được tuyển chọn vào dự án "Trăm nghìn vạn nhân tài" thứ nhất và thứ hai. Tháng 2 năm 2005, Triệu Hiểu Triết được điều phối gia nhập vào chi đội khu trục hạm Đông Bắc Trung Quốc, đến tháng 4 năm sau thì trở lại trường Đại Liên. Tháng 8 năm 2009, ông được phong quân hàm Thiếu tướng kỹ thuật chuyên nghiệp, sang năm 2011 thì được bầu làm Viện sĩ Viện Kỹ thuật Trung Quốc, chuyên ngành quản lý kỹ thuật. Trong giai đoạn này, ông cũng giữ chức vụ Sảnh trưởng Sảnh nghiên cứu Phần mềm tác chiến và Mô phòng. Tháng 6 năm 2018, ông được bổ nhiệm làm Phó Chủ nhiệm Ủy ban Khoa học Kỹ thuật Quân ủy Trung ương Trung Quốc, sang tháng 6 năm 2021 thì thăng chức làm Chủ nhiệm, đồng thời được thăng quân hàm là Trung tướng kỹ thuật chuyên nghiệp. Giai đoạn đầu năm 2022, ông được bầu làm đại biểu tham gia Đại hội Đảng Cộng sản Trung Quốc lần thứ XX từ đoàn Quân Giải phóng và Vũ cảnh. Trong quá trình bầu cử tại đại hội, ông được bầu làm Ủy viên Ủy ban Trung ương Đảng Cộng sản Trung Quốc khóa XX.

## Lịch sử thụ phong quân hàm
| Quân hàm |             |             |  |  |  |  |  |  |  |  |  |
| Cấp bậc  | Thiếu tướng | Trung tướng |  |  |  |  |  |  |  |  |  |
|          |             |             |  |  |  |  |  |  |  |  |  |

## Giải thưởng
Trong sự nghiệp của mình, Triệu Hiểu Triết được đạt được những giải thưởng như:
- Giải Ba Tiến bộ Khoa học Kỹ thuật Quốc gia năm 1996;
- Giải Nhì Tiến bộ Khoa học Kỹ thuật Quốc gia năm 2004, 2006, 2009;
- Giải thưởng "Nhân tài Khoa học Kỹ thuật Kiệt xuất" của Quân Giải phóng Nhân dân Trung Quốc, năm 2007;
- Giải thưởng "Nhà khoa học Trung Quốc: Nhân vật của năm" của Hiệp hội Báo chí Khoa học Kỹ thuật Trung Quốc, 2012;
- Giải thưởng "Khoa học Kỹ thuật Quảng Hoa" lần thứ 14 của Viện Kỹ thuật Trung Quốc, 2022;